# Wish List : La Liste de vos envies
Wish List : La Liste de vos envies était un jeu télévisé diffusé en France sur TF1 du 6 juillet 2015 au 15 janvier 2016. Adapté du jeu britannique Win Your Wish List diffusé sur la BBC One, il était produit par Starling et présenté par Christophe Dechavanne.

## Principe du jeu
Chaque soir, un couple de candidats doit répondre à un maximum de questions de culture générale qu'ils se posent mutuellement pour tenter de gagner une liste de 6 cadeaux qu'ils ont préalablement déposée. Pour chacune des 5 manches, un thème leur est imposé. En fonction de leur affinité avec celui-ci, ils déterminent le cadeau qu'ils mettent en jeu ainsi que le rôle de chacun des membres du couple (celui qui pose les questions, celui qui y répond).
Le sol fait de dalles en LED est divisé en deux parties : une rouge (à droite) et une verte (à gauche). Lorsque le chrono démarre, la jauge bascule lentement et continuellement vers le bord rouge. Chaque bonne réponse fait avancer la jauge vers le bord vert. Trois cas de figure se présentent :
- Si la jauge atteint le bord de la zone rouge ou est dans la zone rouge à la fin du chronomètre, le cadeau est définitivement perdu.
- Si la jauge est dans la zone verte à la fin du chronomètre, le cadeau est validé et ne peut être remporté qu'en gagnant la finale.
- Si la jauge atteint le bord de la zone verte avant la fin du chronomètre, le cadeau est gagné et ce même si la finale est perdue.

### Pouvoirs des candidats
Les candidats ont à leur disposition deux jokers, utilisables une fois dans l'émission :
- le reset permet à la personne qui répond aux questions de faire une remise à zéro de la jauge lorsque celle-ci est trop dans le rouge ;
- le switch permet à la personne qui pose les questions d'intervertir avec son coéquipier si celui-ci  est trop en difficulté.

## Diffusions
L'émission a été diffusée 6 juillet 2015 au 7 août 2015, du lundi au vendredi à 19h10.
La seconde saison devait initialement être diffusée du 4 janvier au 5 février 2016, toujours du lundi au vendredi à 19h05 mais en raison de mauvaises audiences, elle est finalement déprogrammée dès le 15 janvier 2016 pour être remplacée par Money Drop.

## Audiences
| Émission | Saison 1                    | Saison 1      | Saison 1       |        |
| Émission | Date                        | Audience      | Part de marché | Réf    |
| -------- | --------------------------- | ------------- | -------------- | ------ |
| 1        | 6 juillet 2015              | 3,55 millions | 23,7 %         | [ 5 ]  |
| 2        | 7 juillet 2015              | 3,45 millions | 22,6 %         | [ 5 ]  |
| 3        | 8 juillet 2015              | 3,21 millions | 21,4 %         | [ 5 ]  |
| 4        | 9 juillet 2015              | 2,90 millions | 21,5 %         | [ 5 ]  |
| 5        | 10 juillet 2015             | 2,67 millions | 20,9 %         | [ 5 ]  |
| 6        | 13 juillet 2015             | 2,54 millions | 20,5 %         | [ 6 ]  |
| 7        | 14 juillet 2015             | 2,55 millions | 18,4 %         | [ 6 ]  |
| 8        | 15 juillet 2015             | 2,76 millions | 19,8 %         | [ 6 ]  |
| 9        | 16 juillet 2015             | 2,59 millions | 18,9 %         | [ 6 ]  |
| 10       | 17 juillet 2015             | 2,74 millions | 20,3 %         | [ 6 ]  |
| 11       | 20 juillet 2015             | 2,81 millions | 19,2 %         | [ 7 ]  |
| 12       | 21 juillet 2015             | 2,90 millions | 20,7 %         | [ 7 ]  |
| 13       | 22 juillet 2015             | 2,76 millions | 18,7 %         | [ 7 ]  |
| 14       | 23 juillet 2015             | 2,73 millions | 20,4 %         | [ 7 ]  |
| 15       | 24 juillet 2015             | 2,91 millions | 20,3 %         | [ 7 ]  |
| 16       | 27 juillet 2015             | 3,52 millions | 22,8 %         | [ 8 ]  |
| 17       | 28 juillet 2015             | 3,36 millions | 21,8 %         | [ 8 ]  |
| 18       | 29 juillet 2015             | 3,32 millions | 22,4 %         | [ 8 ]  |
| 19       | 30 juillet 2015             | 2,93 millions | 20,5 %         | [ 8 ]  |
| 20       | 31 juillet 2015             | 2,76 millions | 20,8 %         | [ 8 ]  |
| Saison 2 |                             |               |                |        |
| 1        | 4 janvier 2016              | 3,54 millions | 16,7 %         | [ 9 ]  |
| 2        | 5 janvier 2016              | 3,31 millions | 16,4 %         | [ 10 ] |
| 3        | 6 janvier 2016              | 3,23 millions | 16,4 %         | [ 11 ] |
| 4        | 7 janvier 2016              | 3,37 millions | 16,5 %         | [ 12 ] |
| 5        | 8 janvier 2016              | 3,05 millions | 16,3 %         | [ 13 ] |
| 6        | 11 janvier 2016             | 3,28 millions | 15,4 %         | [ 14 ] |
| 7        | 12 janvier 2016             | 3,41 millions | 16,7 %         | [ 15 ] |
| 8        | 13 janvier 2016             | 3,41 millions | 16,8 %         | [ 16 ] |
| 9        | 14 janvier 2016             | 3,26 millions | 15,7 %         | [ 17 ] |
| 10       | 15 janvier 2016             | 3,12 millions | 15,7 %         | [ 18 ] |
| 11-25    | 18 janvier - 5 février 2016 | annulées      | annulées       | [ 19 ] |

Légende :
Sur fond vert : plus hauts chiffres d'audiences
Sur fond rouge : plus bas chiffres d'audiences
Légende : Saison 1, Saison 2